# 麻烦家族
《麻烦家族》（英語：What a Wonderful Family）是一部于2017年上映的中国电影，该片改编自日本电影《家族之苦》。由黄磊、孙莉、李立群、张伟欣、海清、王迅、魏大勋、任容萱主演，2017年5月11日于中国大陆上映。

## 演员

### 主要演员
| 演员姓名 | 角色名称 | 介绍       |
| 黄磊     | 文远     | 家中长子   |
| 孙莉     | 丁雁     | 文远的妻子 |
| 李立群   | 文锦辉   | 文远的父亲 |
| 张伟欣   | 潘素     | 文远的母亲 |
| 海清     | 文静     | 文远的妹妹 |
| 王迅     | 冯万力   | 文静的丈夫 |
| 魏大勋   | 文聪     | 文远的弟弟 |
| 任容萱   | 林丛     | 文聪的女友 |

### 客串演出
| 演员姓名 | 角色名称 | 介绍                 |
| 何炅     | 急救医生 |                      |
| 英达     | 陈逸秋   | 文锦辉的老同学、律师 |
| 闫妮     | 梅玲     | 酒馆老板娘           |
| 岳云鹏   | 急救医生 |                      |
| 孟非     | 孟主任   | 主任医师             |

## 電影歌曲
| 曲别   | 歌名     | 演唱者                     | 作词   | 作曲   |
| 主题曲 | 妇女之友 | 黄磊、李立群、王迅、魏大勋 | 黃舒駿 | 黃舒駿 |